# Bridges (álbum de Eivør)
Bridges es el decimocuarto álbum de estudio de Eivør. 

## Lista de canciones
| N.º | Título                   | Duración |  |
| 1.  | «Remember Me»            | 3:37     |  |
| 2.  | «Faithful Friend»        | 4:21     |  |
| 3.  | «Bridges»                | 5:15     |  |
| 4.  | «Tides»                  | 4:07     |  |
| 5.  | «On My Way to Somewhere» | 4:05     |  |
| 6.  | «Morning Song»           | 4:59     |  |
| 7.  | «Purple Flowers»         | 3:50     |  |
| 8.  | «The Swing»              | 3:38     |  |
| 9.  | «Stories»                | 4:19     |  |

## Temática
Bridges es un híbrido acústico y electrónico, con una composición de guitarra acústica, violines y batería combinadas con suaves ritmos electrónicos. Líricamente, el álbum mantiene una perspectiva brillante y anhelante con todas las letras en inglés, con temas recurrentes como la amistad, la nostalgia y el amor.
Eivør describe el concepto del álbum: "Bridges se convirtió en un denominador común para todo el álbum. Diferentes tipos de puentes que te llevan de un lugar a otro, cambia tu forma de pensar, hacerte más feliz, más sabio, más enamorado o simplemente lo que sea. Para mí, este álbum está lleno de declaraciones de amor".

## Producción
- Grabado por Studio Bloch, Tórshavn
- Masterizado por Black Saloon Studios, Londres